# Franz Lichtenstein
Franz Lichtenstein (* 1. September 1852 in Weimar; † 7. August 1884 bei Binz) war ein deutscher Germanist.

## Leben und Wirken
Im Deutsch-Französischen Krieg diente der Oberprimaner Franz Lichtenstein – Sohn eines Kaufmanns – im Munitionsbüro in Chartres. Im Sommersemester 1871 studierte er in Jena unter anderem Altfranzösisch und Musik sowie darauf vier Semester bei Rudolf Hildebrand und Friedrich Zarncke in Leipzig Linguistik. 1873/74 entschied er sich bei Konrad Hofmann in München endlich für die Philologie. Unter Michael Bernays schrieb er dort über die Poesie des Albrecht von Haller. Im Frühjahr 1874 ging er zu Wilhelm Scherer nach Straßburg. Dort studierte Franz Lichtenstein Eilhart von Obergs Tristrant. Im Sommer 1875 wurde er promoviert und 1877 habilitierte er sich in Breslau – beide Male mit Schriften zu Eilharts genanntem mittelhochdeutschen Versroman. Darauf lehrte er deutsche Sprache und Literatur; bot unter anderen Übungen zu Goethes Lyrik.
Er arbeitete in der Zeitschrift für deutsches Altertum und deutsche Literatur mit. Ostern 1884 konnte er in Wien die Arbeit an Ottokars Reimchronik des Ottokar aus der Gaal beenden. Im Sommer desselben Jahren bekam er ein Extraordinariat.
Franz Lichtenstein kam kurz vor seiner Verlobung bei einem Badeunfall in der Ostsee ums Leben. Er liegt in Weimar begraben.

## Schriften (Auswahl)
- Zur Kritik des Prosaromans Tristrant und Isalde. Habilitationsschrift, Verlag Robert Nischkowsky, Breslau 1877[2]
- Das Sonntagsleben des Kindes. C. Bertelsmann, Gütersloh 1925, 55 Seiten[3]

Bearbeiter
- Monumenta Germaniae Historica. Sprachen: Deutsch/Mittelhochdeutsch[4]
  - Joseph Seemüller (Hrsg.): Deutsche Chroniken und andere Geschichtsbücher des Mittelalters. Band 5. Ottokars österreichische Reimchronik. Nach den Abschriften Franz Lichtensteins. Weidmann, Berlin 1890. Halbband 1, 720 Seiten[5]
  - Joseph Seemüller (Hrsg.): Deutsche Chroniken und andere Geschichtsbücher des Mittelalters. Band 5. Ottokars österreichische Reimchronik. Nach den Abschriften Franz Lichtensteins. Weidmann, Berlin 1893. Halbband 2, 719 Seiten[6]
- Joseph Seemüller (Hrsg.): Ottokars steirische Reimchronik. Nach den Abschriften Franz Lichtensteins. 2 Bände. (MGH Deutsche Chroniken V, 1-2), Hannover 1890–1893
- Max Müller: The German Classics from the Fourth to the Nineteenth Century[7][8]

Herausgeber
- Eilhart von Oberge. Straßburg/London 1877 (= Quellen und Forschungen zur Sprach- und Culturgeschichte der germanischen Völker. Band 19). Nachdruck Hildesheim / New York 1973, ISBN 3-487-04918-X, 475 Seiten.[9]
- Michael Lindener: Rastbüchlein und Katzipori. Bibliothek des Litterarischen Vereins in Stuttgart, Band 163, Tübingen 1883, 219 Seiten. Digitalisat in der Google-Buchsuche-USA[10]

Übersetzer
- Ernest Bramah: Dr. Carrados. Neufeld & Henius, Berlin 1930, 198 Seiten
- Ernest Bramah: Dr. Carrados und sein Diener. Neufeld & Henius, Berlin 1930, 223 Seiten